# Aeroportul Penn Yan
Aeroportul Penn Yan (IATA: PEO, ICAO: KPEO, FAA LID: PEO) este un aeroport din New York, Statele Unite ale Americii ce deservește zona Penn Yan. Aeroportul a fost tranzitat în 2019 de 316 pasageri. A fost numit după zona deservită.
Situat la o altitudine de 302 m, aeroportul dispune de 2 piste.

## Infrastructură

### Piste
Aeroportul dispune de 2 piste. Pista 1/19 are suprafața de asfalt și dimensiunile 5.499 picioare × 100 picioare. Pista 10/28 are suprafața de asfalt și dimensiunile 3.561 picioare × 50 picioare. 